# Chomutov

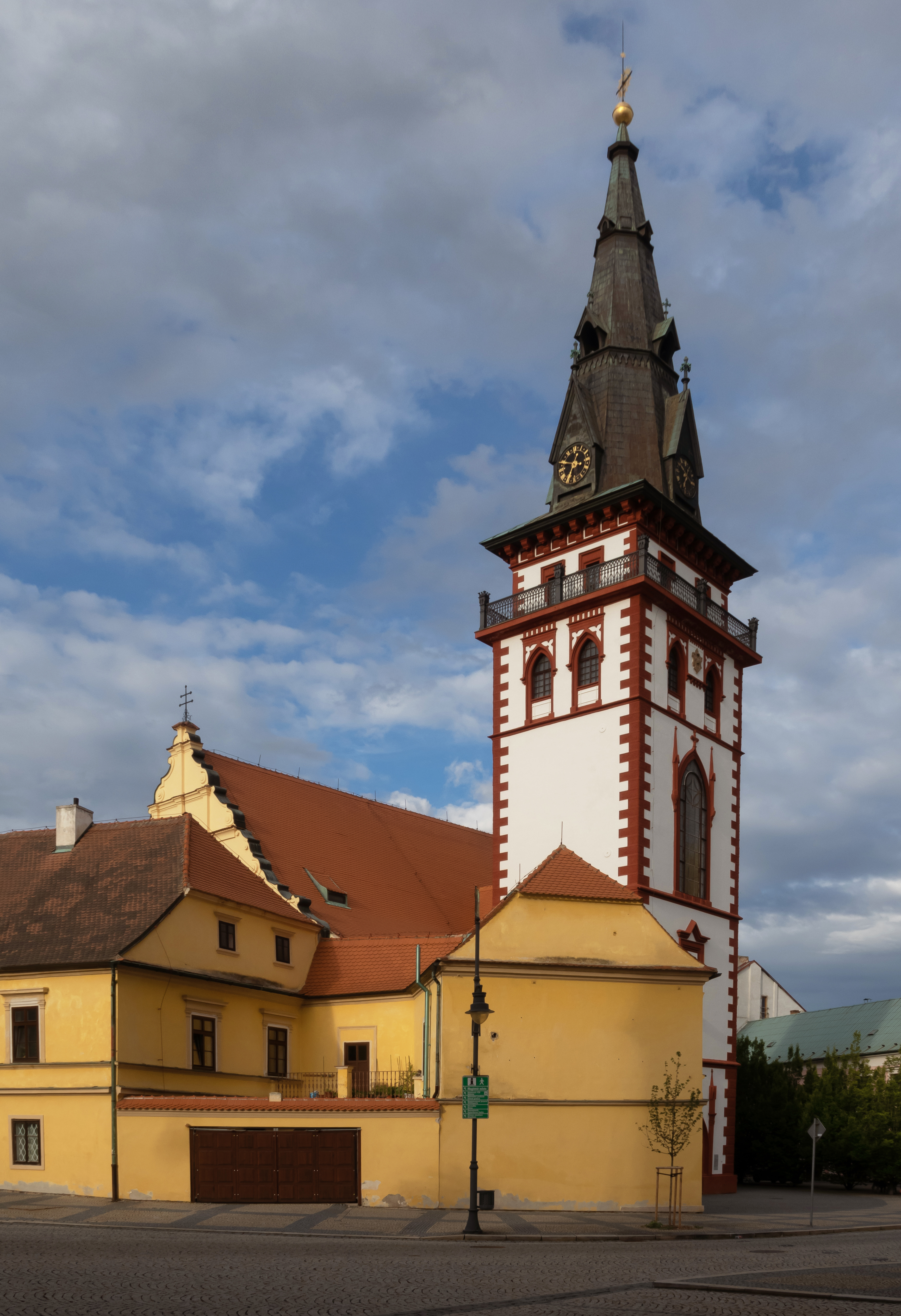
Chomutov, l'église : kostel Nanebevzetí Panny Marie.

Chomutov (en allemand : Komotau) est une ville de la région d'Ústí nad Labem, en Tchéquie, et le chef-lieu du district de Chomutov. Sa population s'élevait à 46 940 habitants en 2023.

## Géographie
Chomutov est arrosée par la rivière Chomutovka, un affluent de l'Ohre, et se trouve au pied du versant méridional des monts Métallifères. Carrefour de grands axes ferroviaires et routiers, Chomutov est située à 47 km au nord-est de Karlovy Vary, à 51 km au sud-ouest d'Ústí nad Labem et à 85 km au nord-ouest de Prague.

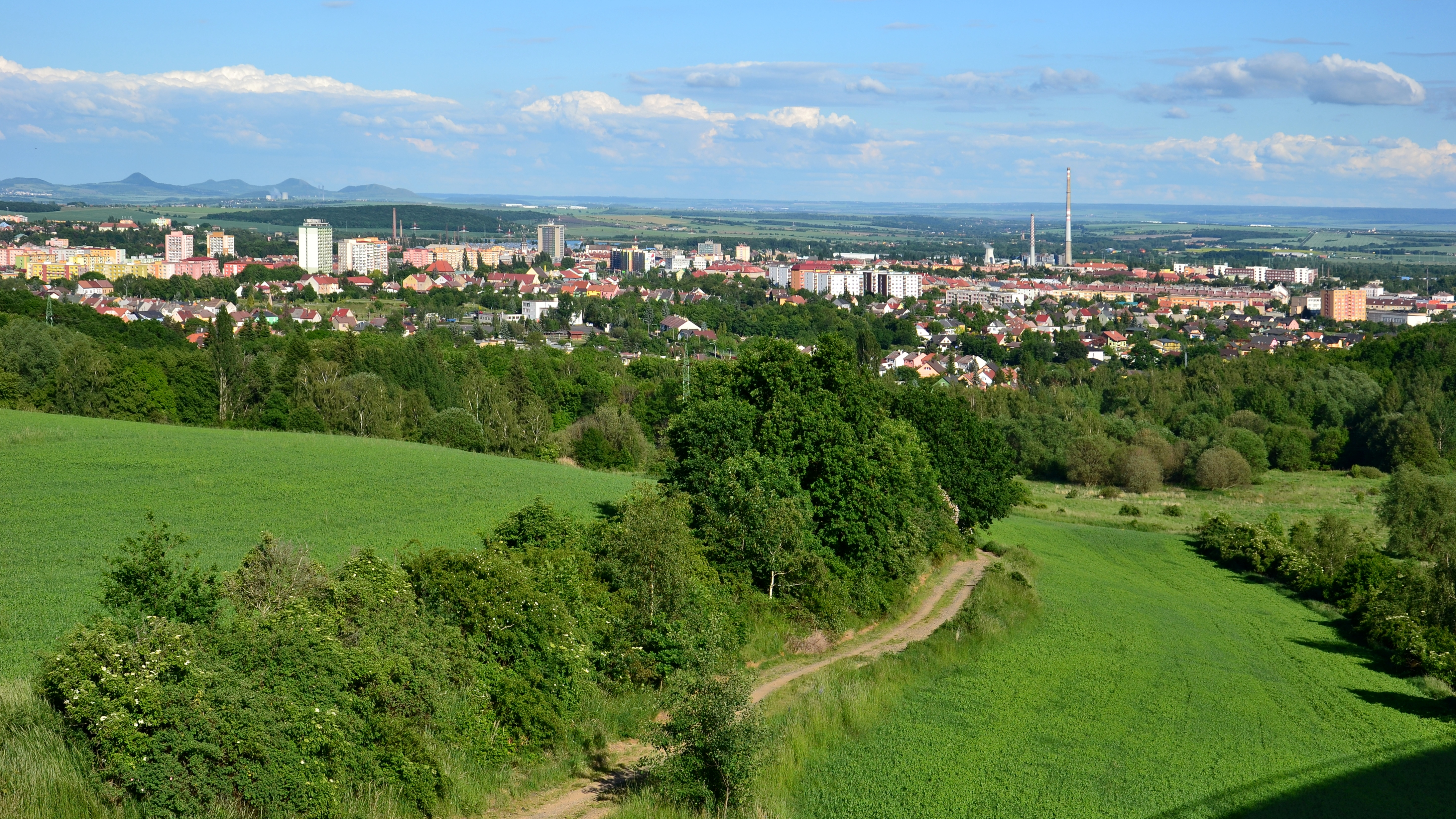
Panorama de la ville.

La commune est limitée par Blatno et Jirkov au nord, par Otvice et Pesvice à l'est, par Údlice au sud-est, par Droužkovice et Spořice au sud, et par Černovice et Křimov à l'ouest.

## Histoire
Chomutov était à l'origine la place d'un marché tchèque. En 1252, Bedřich Načeradův offre la ville aux chevaliers teutoniques. Ceux-ci y fondent une commanderie en 1264. La ville est pendant ce temps complètement germanisée.
En 1416, les chevaliers vendent la ville à Venceslas Ier du Saint-Empire. Le 16 mars 1421, la ville est mise à bas par les Taborites et incendiée. Après plusieurs changements, la ville devient en 1588 la propriété de Zdeněk de Lobkowitz, qui y avait établi un ordre jésuite, ce qui avait conduit à des troubles avec les protestants.
En 1605, la ville obtient son indépendance et devient une ville royale.
Jusqu'en 1918, la ville de Komotau (anciennement Kommotau) faisait partie de l'empire d'Autriche, puis d'Autriche-Hongrie (Cisleithanie après le compromis de 1867), chef-lieu du district de même nom, l'un des 94 Bezirkshauptmannschaften en Bohême.
En octobre 1938, la ville, très majoritairement habitée par une population allemande, est annexée par le Troisième Reich, conformément aux accords de Munich en ce qui concerne la région des Sudètes. Après la défaite de l'Allemagne nazie, les décrets Beneš (1945) contraignent la population de langue allemande de la ville à s'exiler, laissant la place aux Tchèques, qui l'appellent désormais exclusivement Chomutov.
Dans les années 1960–1980, une large partie de la ville, centre historique non compris, est rebâtie.
En 2015, la ville donne son nom au groupe de rock alternatif Cocktail Chomutov.

## Population
Recensements (*) ou estimations de la population :
| 1869* | 1880*  | 1890*  | 1900*  | 1910*  | 1921*  |
| ----- | ------ | ------ | ------ | ------ | ------ |
| 8 183 | 11 707 | 15 280 | 19 813 | 24 869 | 28 010 |

| 1930*  | 1950*  | 1961*  | 1970*  | 1980*  | 1991*  |
| ------ | ------ | ------ | ------ | ------ | ------ |
| 33 270 | 28 848 | 33 070 | 40 051 | 51 769 | 53 107 |

| 2001*  | 2011*  | 2014   | 2015   | 2016   | 2017   |
| ------ | ------ | ------ | ------ | ------ | ------ |
| 51 007 | 48 328 | 49 185 | 48 913 | 48 710 | 48 739 |

| 2018   | 2019   | 2020   | 2021*  | 2022   | 2023   |
| ------ | ------ | ------ | ------ | ------ | ------ |
| 48 666 | 48 720 | 48 635 | 45 549 | 46 263 | 46 940 |

## Transports
Par la route, Chomutov se trouve à 56 km de Karlovy Vary, à 62 km de Chemnitz, à 65 km d'Ústí nad Labem et à 100 km de Prague.

## Personnalités
- Franz Josef von Gerstner (1756–1832), professeur de mathématiques et de mécanique
- Vinzenz Berger (1883-1974), horticulteur et jardinier allemand
- Hans Goldmann (1899–1991)
- Ernst Fischer (1899–1972), mathématicien autrichien
- Erich Heller (1911–1991)
- Ruth Maria Kubitschek (1931–2024), actrice allemande
- Petr Klíma (1964-2023), joueur de hockey sur glace
- Sharka Blue (née en 1981), actrice pornographique

## Jumelages
La ville de Chomutov est jumelée avec  :
- Bernbourg (Allemagne) depuis 1995
- Annaberg-Buchholz (Allemagne) depuis 1999
- Arenzano (Italie) depuis 2005
- Trnava (Slovaquie) depuis 2013